# Rhodesiella subditica
Rhodesiella subditica är en tvåvingeart som först beskrevs av Lamb 1937.  Rhodesiella subditica ingår i släktet Rhodesiella och familjen fritflugor. Inga underarter finns listade i Catalogue of Life.